# Lordithon lunulatus
Lordithon lunulatus är en skalbaggsart som först beskrevs av Carl von Linné 1761.  Lordithon lunulatus ingår i släktet Lordithon, och familjen kortvingar. Arten är reproducerande i Sverige.